# Rio Kibish
O rio Kibish é um curso de água o sul da Etiópia e que define parte da fronteira deste país com o Sudão do Sul. O Kibish desagua no lago Turkana, embora em anos de seca a suas águas não tenham caudal suficiente para o alcançar. Foi descoberto em 1908 por C.W. Gwynn.